# Parafia Narodzenia Najświętszej Maryi Panny w Sieniawie
Parafia Narodzenia Najświętszej Maryi Panny w Sieniawie – parafia rzymskokatolicka w Sieniawie, w dekanacie Świebodzin – NMP Królowej Polski. 
W parafii znajdują się trzy kościoły: kościół parafialny pw. Narodzenia NMP w Sieniawie, oraz kościoły filialne pw. MB Różańcowej w Wielowsi i pw. NMP Matki Kościoła w Zarzyniu. Parafia została erygowana 8 września 1946.